# Дицератиевые
Дицератиевые, или двухлучевые глубоководные удильщики (лат. Diceratiidae), — семейство лучепёрых рыб из подотряда Ceratioidei. Они встречаются в глубоких, темных водах Атлантического, Индийского и западной части Тихого океанов.
Их легко отличить от других удильщиков по наличию второго светонесущего шипа спинного плавника сразу за иллицием у молодых самок.
Как и у других удильщиков, самец намного меньше самки.
Виды этого семейства почти полностью известны по молодым самкам; были обнаружены только две личинки, одна взрослая самка и один взрослый самец.

## Классификация
В составе семейства шесть видов в двух родах:
- Bufoceratias
  - Bufoceratias shaoi Pietsch, Ho & Chen, 2004
  - Bufoceratias thele Uwate, 1979
  - Bufoceratias wedli Pietschmann, 1926
- Diceratias
  - Diceratias bispinosus Günther, 1887
  - Diceratias pileatus Uwate, 1979
  - Diceratias trilobus Balushkin & Fedorov, 1986